# Iglesia de Nuestra Señora del Carmen (Oviedo)

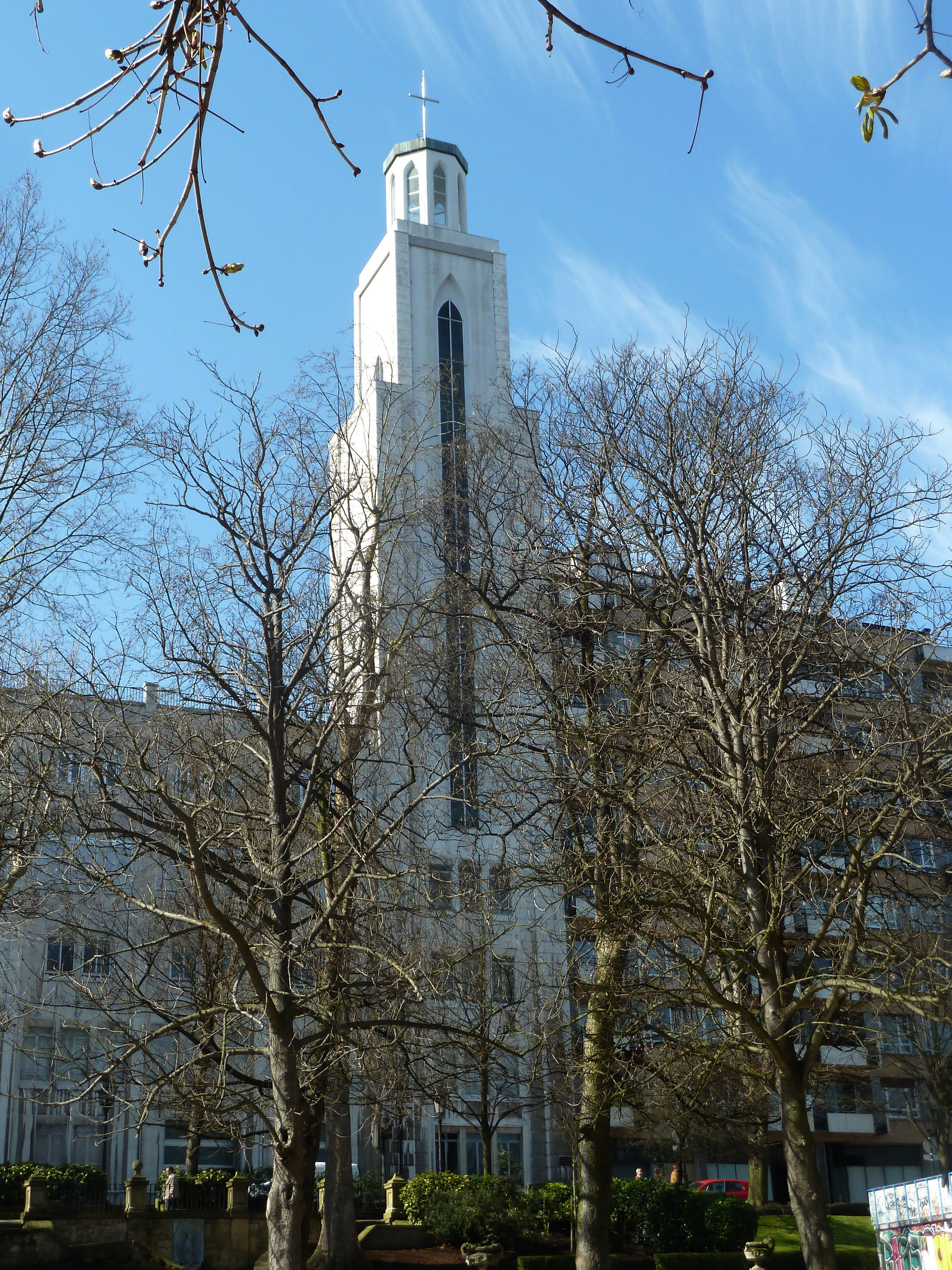
Iglesia del Carmen

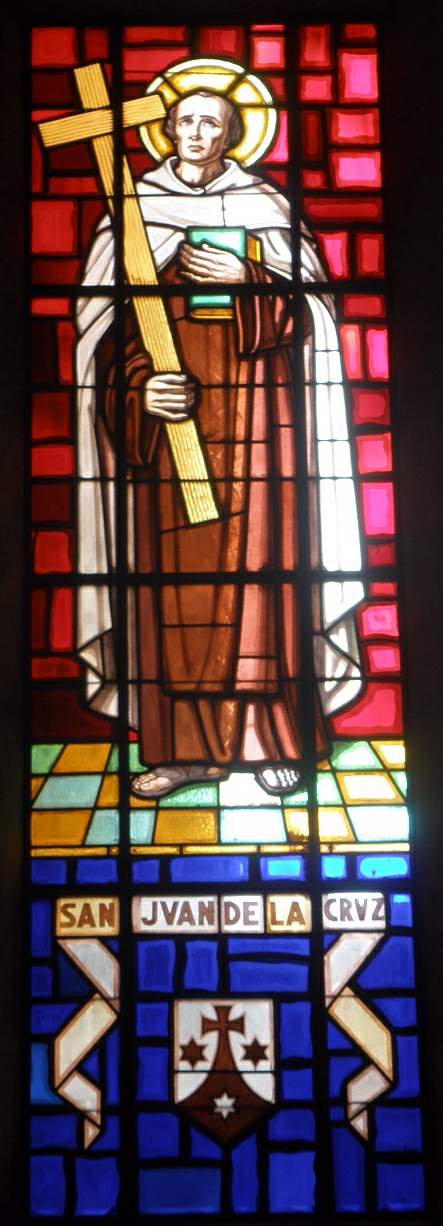
Vitral de San Juan de la Cruz

La Iglesia de Nuestra Señora del Carmen es un templo católico de la ciudad asturiana de Oviedo (España). Está situado en lo alto del Campo de San Francisco entre las calles de Santa Susana y Santa Teresa. La iglesia tiene acceso por ambas calles siendo el de la calle Santa Teresa a través de la Glorieta de San Juan De la Cruz. 

## Descripción

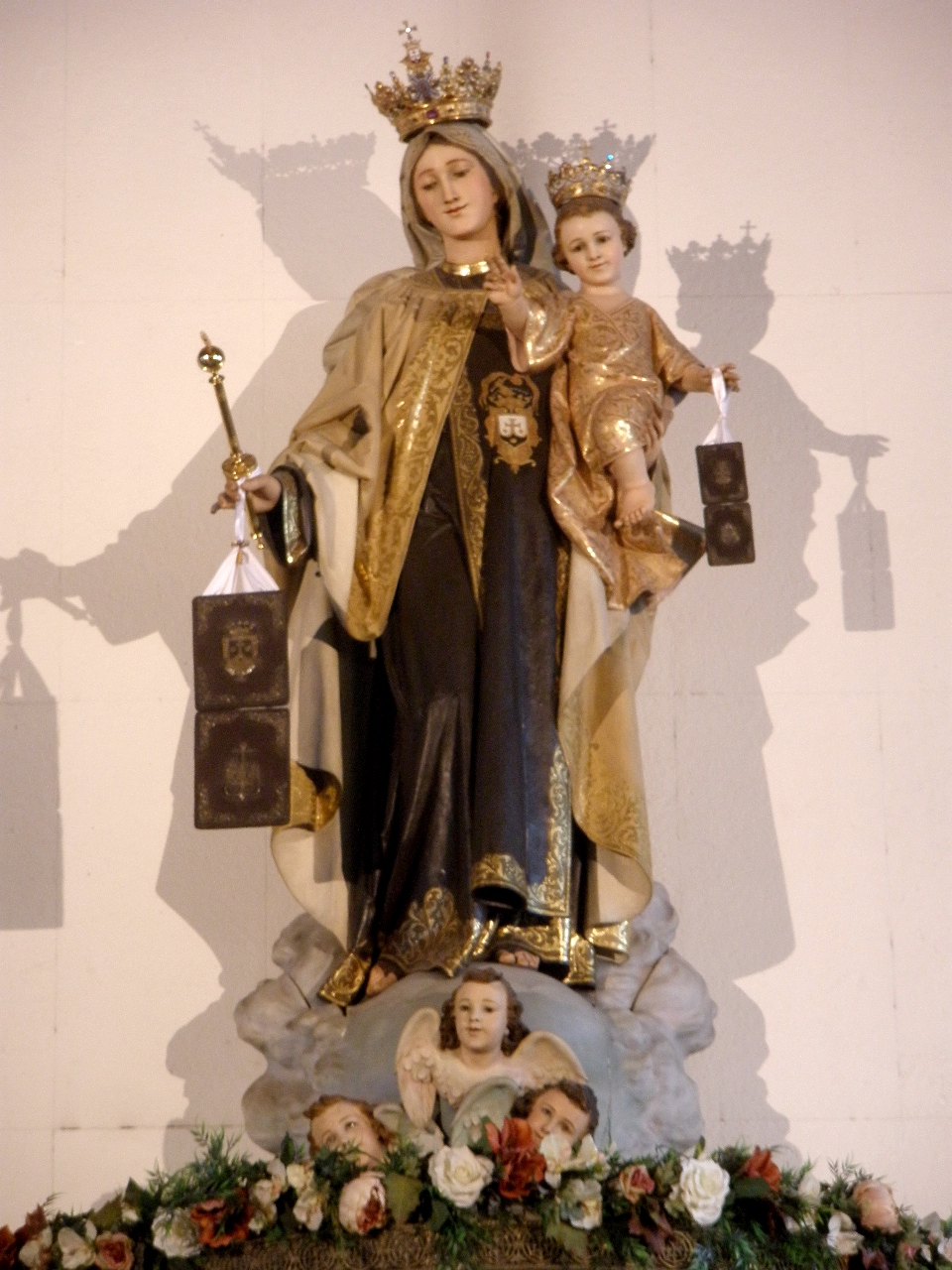
Virgen del Carmen de la iglesia de los Carmelitas de Oviedo

La iglesia anterior fue destruida durante la Guerra Civil, tras la cual comenzó la lenta reconstrucción. Fue inaugurada en 1970 aunque la torre no se pudo rematar hasta 1986 debido a la falta de presupuesto. El templo fue diseñado por José Francisco Zubillaga en estilo moderno y racionalista. Este arquitecto fue el autor, también, de la iglesia de San Pedro en La Felguera. El edificio forma un todo con las dependencias parroquiales, gestionadas por la Orden Carmelita. Destaca especialmente la torre campanario, ésta mide 44 metros y recuerda a las líneas del estilo art-decó. Todo el conjunto es de color blanco.
En el interior, la iglesia, de una sola nave, está flanqueada por amplios vitrales que representan las figuras más destacadas de la orden del Carmelo en su lado izquierdo y de las imágenes de las Vírgenes más populares de España en el derecho. El presbiterio está decorado con esculturas del Altar Mayor de la anterior iglesia del Carmen en Oviedo. Estas figuras, al igual que el sagrario, son obra del conocido taller de Félix Granda Buylla. Las imágenes más destacadas son las de la Virgen del Carmen, un apostolado y dos grandes paneles con la representación de la entrega del escapulario por la Virgen del Carmen a San Simón Stock.

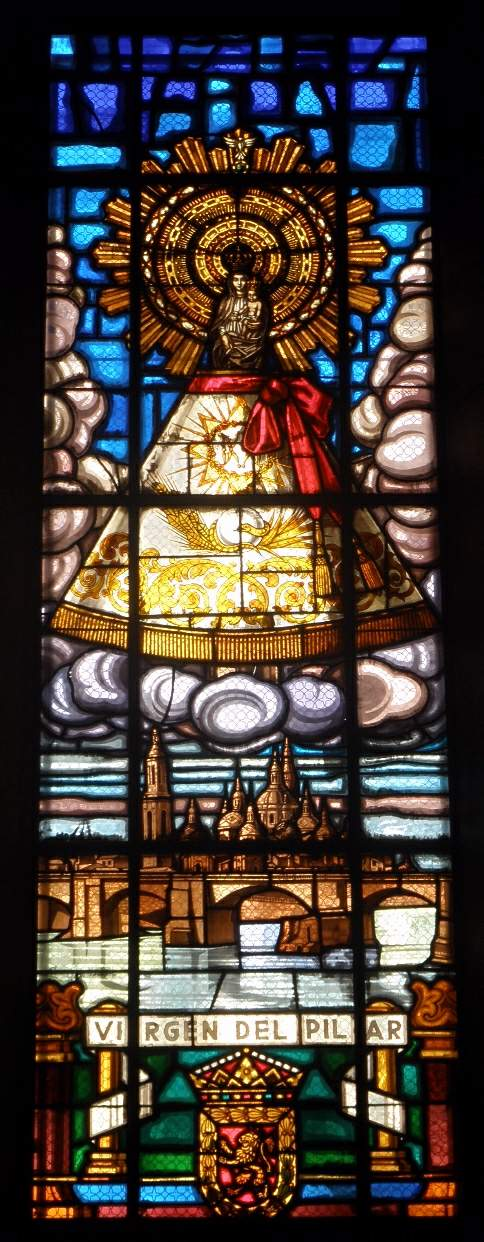
Vitral de la Virgen del Pilar

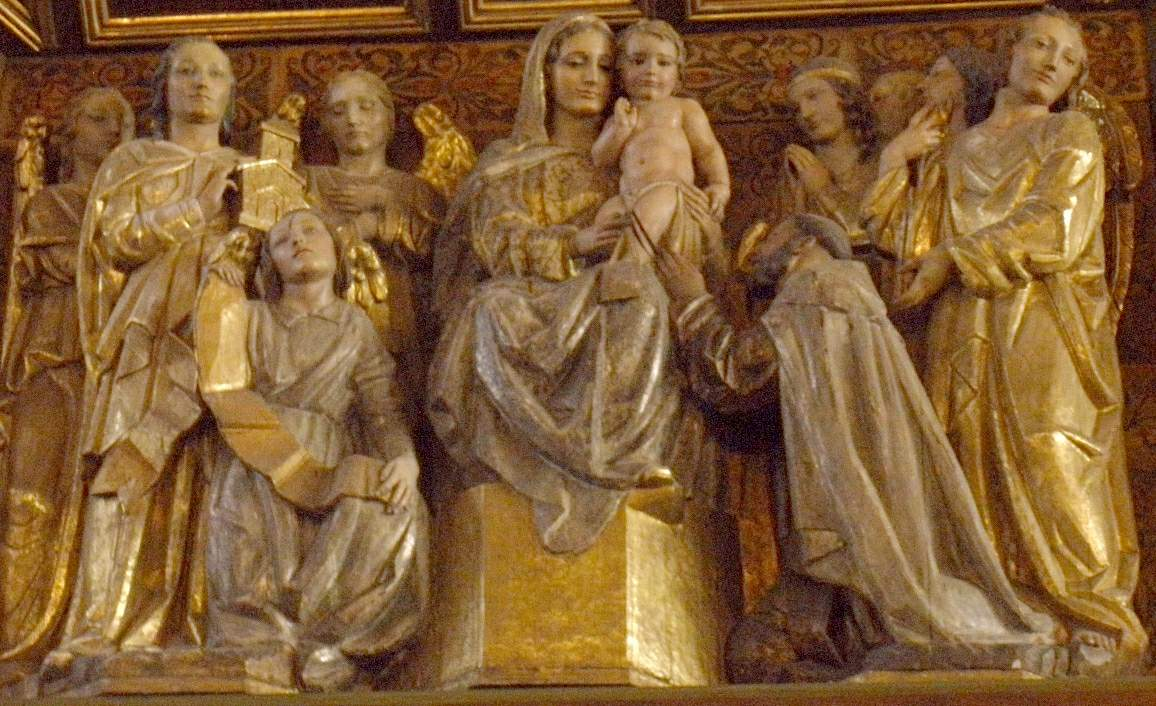
Entrega del escapulario a San Simón Stock

La presencia de los Carmelitas Descalzos en Oviedo se remonta al año 1906 instalándose inicialmente en la calle Martínez Marina y pasando en el año 1910 a la localización actual. El prior de los Carmelitas en el año 1933 fue el Padre Eufrasio del Niño Jesús, martirizado durante la Revolución del año 1934 en Asturias. El Padre Eufrasio fue beatificado el 28 de octubre de 2007 por el Papa Benedicto XVI.